# Portsmouth
 Denne artikel omhandler byen Portsmouth. Der er også andre byer med dette navn, se Portsmouth (flertydig).
Portsmouth (øgenavn Pompey) er den næststørste by i Hampshire på Englands sydkyst stik nord for Isle of Wight. Portsmouth er kendt for at være den eneste britiske by på en ø, idet den primært ligger på Portsea Island. Portsmouth ligger ca. 103 km sydvest fra London og 31 km sydøst for Southampton.
Portsmouth har været en betydelig krigshavn i århundreder og er hjemsted for verdens ældste tørdok, som stadig er i brug. Byen er også hjemsted for flere berømte skibe herunder HMS Warrior, Mary Rose (og Mary Rose Museum) og Lord Nelsons flagskib, HMS Victory, der alle ligger i området kaldet Portsmouth Historic Dockyard. Selvom flådstationen er mindre end i sin storhedstid er det stadig Englands største flådestation og Royal Navy har værft og base her, ligesom Royal Marine Commandos har hovedkvarter her.
Byen har også en blomstrende kommerciel færgetrafik, der betjener destinationer på kontinentet med både gods- og passagertrafik.
Der bor 248.440(2016) indbyggere i Portsmouth, og det er den eneste by i England med en større befolkningstæthed (6.661/km²) end London (4.984/km²). Byområdet Portsmouth Urban Area, der omfatter Fareham, Portchester, Gosport og Havant, er det 13. største byområde i Storbritannien og den største i Hampshire, med anslået 520.000 beboere i henhold til 2011-tællingen. Sammen med Southampton danner Portsmouth et storbyområde med en befolkning på over en million, hvilket er et af Storbritanniens mest folkerige storbyområder.
Bl.a. Charles Dickens, Arthur Conan Doyle, James Callaghan og Peter Sellers er fra byen.